# Hadi Sacko
Hadi Sacko, född 24 mars 1994 i Corbeil-Essonnes, Frankrike, är en malisk fotbollsspelare (yttermittfältare) som spelar för den rumänska klubben CFR Cluj. Han spelar även i Malis landslag. Sacko kom fram som en talangfull spelare känd för sin snabbhet och teknik.

## Klubblagskarriär

### Bordeaux
Sacko betraktades redan som en mycket lovande talang när han vid sjutton års ålder gick till Bordeaux, hans första proffsklubb. Den unge Sacko gjorde elva inhopp för klubben, men lyckades inte vinna en startplats. Han spelade 30 matcher för franska ungdomslandslag på alla nivåer från U16 till U20.

### Sporting Lissabon
2014 skrev han på ett sexårigt kontrakt med Sporting Lissabon, med en utköpsklausul på 60 miljoner euro. Han lyckades dock inte slå igenom fullt ut, utan spelade nästan uteslutande för B-laget. Den 1 februari 2016 gick han på lån till franska Sochaux. Den 5 juli 2016 gick han åter ut på lån, denna gång till Leeds United, för hela säsongen 2016/17 med option på permanent övergång. Han spelade i 38 seriematcher, varav tio inhopp, och gjorde två mål medan Leeds nådde sjunde plats i Championship.

### Leeds United
Den 2 juni 2017 meddelade Leeds att man kommit överens med Sacko om ett treårskontrakt. Han kom under säsongen 2017/2018 att figurera i mindre utsträckning än under det föregående lånet, med fjorton seriematcher spelade varav endast en från start. Hans enda mål för säsongen kom i en ligacupmatch mot Burnley i september 2017, som Leeds vann på straffar.
Sacko togs inte ut till någon av Leeds försäsongsmatcher under sommaren 2018. Han fanns inte med när klubben den 26 juli 2018 offentliggjorde tröjnummer för den kommande säsongen, och uppgavs vara till salu.

#### Las Palmas (lån)
Den 31 juli 2018 lånades Sacko ut för hela säsongen till den spanska klubben Las Palmas, som säsongen innan flyttats ned från La Liga till Segunda División. Han debuterade den 19 augusti med ett inhopp borta mot Reus Deportiu, och fortsatte att figurera från avbytarbänken fram till i oktober, men inte därefter. I januari framkom att Las Palmas ville avbryta lånet och skicka tillbaka Sacko till Leeds, som dock ville hitta en annan klubb att låna ut honom till innan man accepterade. Den 25 januari enades klubbarna och spelaren om att avsluta Sackos lån till Las Palmas. Han spelade sammanlagt 102 minuter för klubben.

#### Ankaragücü (lån)
Den 29 januari 2019 gick Sacko som väntat ut på ett nytt lån för resten av säsongen, nu till den turkiska Süper Lig-klubben Ankaragücü. Han spelade 15 matcher och gjorde tre mål för klubben.

### Denizlispor
I juli 2019 värvades Sacko av den turkiska klubben Denizlispor för omkring en miljon pund, och skrev där på ett tvåårskontrakt.

### CFR Cluj
Den 24 september 2021 gick Sacko på fri transfer till den rumänska klubben CFR Cluj.

## Landslagskarriär
Efter att tidigare ha representerat Frankrike på flera olika ungdomsnivåer upp till U21, blev Sacko i mars 2018 för första gången uttagen i Malis landslagstrupp. Han gjorde sin landslagsdebut den 23 mars 2018 med ett inhopp mot Japan.